# Baulon (Arieja)
Baulon (francès Baulou) és un municipi francès del departament de l'Arieja i la regió d'Occitània.